# Graafschap Limpurg
Het graafschap Limpurg was een tot de Frankische Kreits behorend graafschap binnen het Heilige Roomse Rijk.

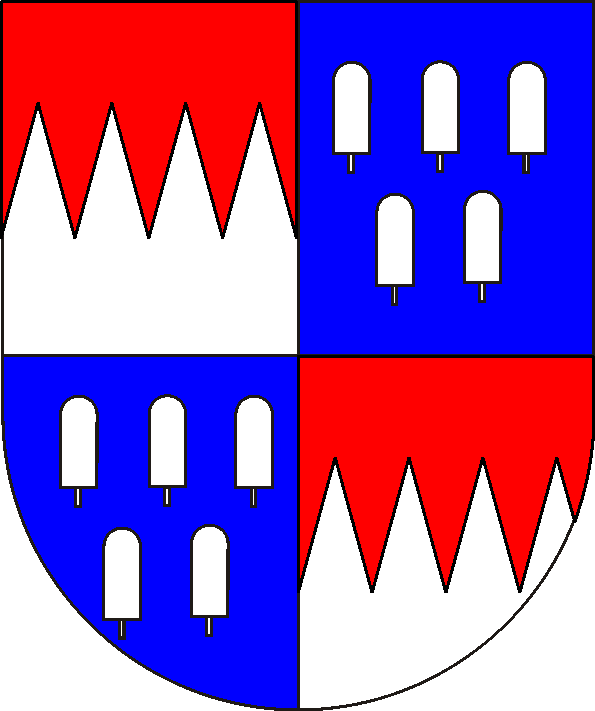
wapen van Schenk von Limpurg

De Schenkers van Schüpf (Schenken von Schüpf), die ministerialen waren van de Hohenstaufen bouwden voor 1230 de burcht Limpurg bij Schwäbisch Hall in Baden-Württemberg als bestuurscentrum voor hun bezittingen. Na de ondergang van de Hohenstaufen werden ze zelfstandig en breidden hun territorium uit. Ze slaagden er echter niet in de stad Schwäbisch Hall binnen hun invloed te krijgen. In 1280 besliste koning Rudolf ten gunste van de stad.
In de Gouden Bul van 1356 werd aan de eerste keurvorst van het Rijk, de koning van Bohemen, de waardigheid van rijksaartsschenker toegekend. Het assistentschap, de waardigheid van rijkserfschenker werd aan de heren van Limpurg toegekend.
In de tweede helft van de zeventiende eeuw gingen de heren de graventitel voeren en bezaten zij twee zetels in de gravenbank van de Frankische Kreits.
In 1413 wordt de heerlijkheid Speckfeld geërfd, waarna de bezittingen in 1414 verdeeld worden onder de linies:
Limpurg-Gaildorf en Limpurg-Speckfeld. De linie Speckfeld verkocht in 1541 de stamburcht aan de rijksstad Schwäbisch Hall en verlegde de residentie naar Obersontheim. Van de linie Speckfeld werd verschillende keren een jongere linie Limpurg-Sontheim afgesplitst.
In 1690 stierf Limpurg-Gaildorf in mannelijke lijn uit, in 1705 Limpurg-Speckfeld en in 1713 Limpurg-Sontheim. De hoofderfgenaam was Pruisen, maar door sterke tegenstand van de Frankische Kreits werd een binnendringen van Pruisen in de kreits verhinderd. Vervolgens vielen na vele processen en onderhandelingehn die tot 1746 duurden, de bezittingen als gemeenschappelijk bezit aan een grote groep erfgenamen. Deze verdeelden het bezit in 1772 in 18 delen onder 17 heren.
Het hertogdom Württemberg kocht van de erfgenamen in 1780 het halve ambt Gaildorf en 1/8 van de stad Gauildorf, in 1781 het ambt Schmiedelfeld, in 1782 1/3 deel van het ambt Obersontheim en in 1790 1/4 van het ambt Oberroth.
Artikel 24 van de Rijnbondakte stelde de heerlijkheid Speckfeld onder de soevereiniteit van het koninkrijk Beieren en alle delen van het graafschap Limpurg-Gaildorf die nog niet in het bezit waren van Württemberg aan het koninkrijk Württemberg: de mediatisering.
Als gemediatiseerde families voor Limpurg golden na 1806: Pückler-Limpurg, Waldeck-Limpurg (na 1888 aan Bentinck) en Rechteren-Limpurg.